# Klusino
Klusino (oroszul: Клу́шино) település az oroszországi Szmolenszki területen.
Itt született Jurij Gagarin szovjet űrhajós. Szülőházát múzeummá alakították át.

## Történelme
A 18. század elején még Moszkva Mozsajszki területéhez tartozott, a 18. század közepétől a Szmolenszki terület Gzsatszki járásába került.
A zűrzavaros időkben, 1610. június 23-án és 24-én a falu közelében Stanislaw Zołkiewski által vezetett lengyel csapatok megütköztek a 30 ezer fős orosz hadsereggel.
- A főutca
- A klusinói Jurij Gagarin-múzeum
- A Gagarin-múzeum belseje

## Fordítás
Ez a szócikk részben vagy egészben  a(z)   Клушино (Смоленская область) című orosz Wikipédia-szócikk fordításán alapul.  Az eredeti cikk szerkesztőit annak laptörténete sorolja fel. Ez a jelzés csupán a megfogalmazás eredetét és a szerzői jogokat jelzi, nem szolgál a cikkben szereplő információk forrásmegjelöléseként.